# Leonid Kmit
Leonid Kmit (ros. Леонид Кмит, prawdziwe nazwisko Aleksiej Aleksandrowicz Kmita, ros. Алексей Александрович Кмита, ur. 25 lutego?/9 marca 1908 w Petersburgu, zm. 11 marca 1982 w Moskwie) – rosyjski aktor teatralny i filmowy okresu radzieckiego. Zasłużony Artysta RFSRR (1935) oraz Ludowy Artysta RFSRR (1968).

## Wybrana filmografia
- 1934: Czapajew (Чапаев) – jako Pietka, adiutant Czapajewa
- 1934: Nowi ludzie (Песня о счастье) – jako Griaznow
- 1938: Miasto młodzieży (Комсомольск) – jako Siergiej Czekanow
- 1940: Ulubiona dziewczyna (Любимая девушка) – jako Wiktor Simakow, tokarz
- 1948: Trzy spotkania (Три встречи) – jako dyrektor stacji maszynowo-traktorowej
- 1950: W dni pokoju (В мирные дни) – jako szef sztabu
- 1951: Taras Szewczenko (Тарас Шевченко) – jako sztabskapitan Obriadin
- 1955: Meksykanin (Мексиканец) – jako Spider Hegerty
- 1956: W okopach Stalingradu (Солдаты) – jako Czumak
- 1959: Mumu (Муму) – jako Stiepan
- 1960: Sprawa trzynastu (Мичман Панин) – jako Sawiczew
- 1964: Muchtar na tropie (Ко мне, Мухтар!) – jako milicjant, przewodnik psa Don
- 1969: Niebezpieczne tournée (Опасные гастроли) – epizod
- 1973: Kordzik (Кортик) – jako dziadek Miszy
- 1980: Gwiezdny inspektor (Звёздный инспектор) – jako reporter